# Velké Albrechtice
Velké Albrechtice är en ort i Tjeckien. Den ligger i den östra delen av landet, 260 km öster om huvudstaden Prag. Velké Albrechtice ligger 245 meter över havet och antalet invånare är 971.
Terrängen runt Velké Albrechtice är huvudsakligen platt, men västerut är den kuperad. Runt Velké Albrechtice är det ganska tätbefolkat, med 214 invånare per kvadratkilometer. Närmaste större samhälle är Ostrava, 19,5 km nordost om Velké Albrechtice. Trakten runt Velké Albrechtice består till största delen av jordbruksmark.